# Porto de Santana
O Porto de Santana (inicialmente Porto de Macapá) é um porto estuarino localizado no município de Santana, no Amapá. O porto está situado a 3 km do Centro de Santana e a 18 km do Centro de Macapá. É administrado pela Companhia Docas de Santana (CDSA), empresa pública integrante da administração indireta da Prefeitura Municipal de Santana.
É o principal porto do estado do Amapá, servindo de ponto de escoamento da Estrada de Ferro Amapá, que o conecta ao interior amapaense. O porto exporta principalmente minério e madeira, e importa basicamente industrializados e alimentos.

## Origem
A construção do então Porto de Macapá foi iniciada em 1980 e tinha a finalidade original de atender à movimentação de mercadorias por via fluvial, transportadas para o Estado do Amapá e para a Ilha de Marajó. Todavia, pela sua posição geográfica privilegiada, tornou-se uma das principais rotas marítimas de navegação, permitindo conexão com portos de outros continentes, além da proximidade com o Caribe, Estados Unidos e União Européia, servindo como porta de entrada e saída da região amazônica. A inauguração oficial das instalações ocorreu em 6 de maio de 1982, pouco depois da criação do distrito de Santana e com a instalação do município, através do Decreto-lei nº 7639 de 17 de dezembro de 1987, passou a se chamar Porto de Santana, onde fica sua localização atual.
A partir de 14 de dezembro de 2002, através do Convênio de Delegação nº 009/02 do Ministério dos Transportes e a Prefeitura de Santana, com a interveniência da Companhia Docas do Pará, foi criada a Companhia Docas de Santana, empresa pública de direito privado para exercer a função de Autoridade Portuária.

## Administração
A Companhia Docas de Santana (CDSA) é uma empresa pública subordinada diretamente a Prefeitura de Santana.

## Dados geográficos
Está situado na rua Cláudio Lúcio Monteiro, 1380, bairro Novo Horizonte, na cidade de Santana. Localizado na desembocadura do rio Amazonas, situado próximo ao Oceano Atlântico, no estado do Amapá.

### Acessos
- Rodoviário: pelas rodovias AP-010, ligando as cidades de Macapá e Mazagão; BR-210 (Perimetral Norte), encontra a BR-156, próximo a Macapá, e na área urbana, pela Rua Cláudio Lúcio Monteiro.
- Ferroviário: a 2km das instalações portuárias, a Estrada de Ferro Amapá (EFA), liga a Serra do Navio até o terminal privativo da Tocantins Mineração S/A, em Santana.
- Aquático: pelo Rio Amazonas e seus afluentes, pela Barra Norte, situada entre as ilhas Janaucu e Curuá e pela Barra Sul, delimitada pelas ilhas de Marajó e Mexiana; pelo canal natural de Santana, braço norte do Rio Amazonas, com largura variável entre 500m e 800m e profundidade operacional de 12m.
- Aéreo: pelo Aeroporto Internacional de Macapá, a 20 km do porto, com vôos diários para as principais capitais do Brasil.

## Características
O porto de Santana conta com a seguinte estrutura:

### Instalações
- Cais A: com 200m de extensão, profundidade de 12m e um berço próprio para navios tipo Panamax.
- Cais B: com 150m de extensão, 11m de profundidade, e um berço, atende às navegações de longo curso e de cabotagem.
- Pátio de Contêineres com 16.500m², com capacidade para 900 TEUs.
- 1 pátio de 3.000m²
- 1 armazém de 2.800m² para carga geral
- 1 galpão de 1.500m²

### Terminais privados
- Anglo Ferrous: com 270m de cais e 12m de calado, opera na exportação de minério.
- Ipiranga/Texaco: com 120m de cais e 10m de calado, movimenta combustíveis.

### Equipamentos
- 1 guindaste Grove modelo GMK – 5130 para 130t
- 1 empilhadeira Hyster de 7t
- 2 empilhadeiras Yale de 3t
- 2 tratores Ford CBT para reboque de carretas
- 6 carretas para contêineres
- 6 carretas para palets
- 2 transportadores de correia móvel e elétrica
- 1 balança rodoviária eletrônica de 80t
- 1 ship-loader para cavaco, da Amcel
- 1 empilhadeira Belotti para contêineres de 40t

## Fluxo de cargas
O Porto de Santana movimentou 1.476.441t em 2015. As principais cargas movimentadas no porto foram eucalipto e granel líquido.